# Adsertor pacis
Adsertor pacis era determinado funcionário dos visigodos, cuja função lhe permitia julgar mas não lhe garantia o direito à magistratura. O seu trabalho consistia em solucionar pacificamente as causas para as quais recebesse nomeação especial do rei. Suas funções equivaleriam, pois, às dos juízes de paz, o que, aliás, o nome parece sugerir, devendo, porém, ser ressaltado que a palavra adsertor, quando empregada no código visigótico, não significava juiz e sim procurador, ou, ainda, representante de algum litigante.